# Distretto di Urambo
Il distretto di Urambo è un distretto della Tanzania situato nella regione di Tabora. È suddiviso in 18 circoscrizioni (wards) e conta una popolazione di 260 322 abitanti (censimento 2022).

## Suddivisione amministrativa
Il distretto è diviso nelle seguenti circoscrizioni (wards), tra parentesi gli abitanti (censimento 2022):
1. Imalamakoye (10 659)
2. Itundu (7 445)
3. Kapilula (5 782)
4. Kasisi (11 168)
5. Kiloleni (9 329)
6. Kiyungi (5 647)
7. Mchikichini (10 286)
8. Muungano (13 926)
9. Nsenda (18 998)
10. Songambele (19 639)
11. Ugala (14 315)
12. Ukondamoyo (22 814)
13. Urambo (24 299)
14. Usisya (16 025)
15. Ussoke (9 751)
16. Uyogo (28 845)
17. Uyumbu (19 855)
18. Vumilia (11 539)